# Языки Непала

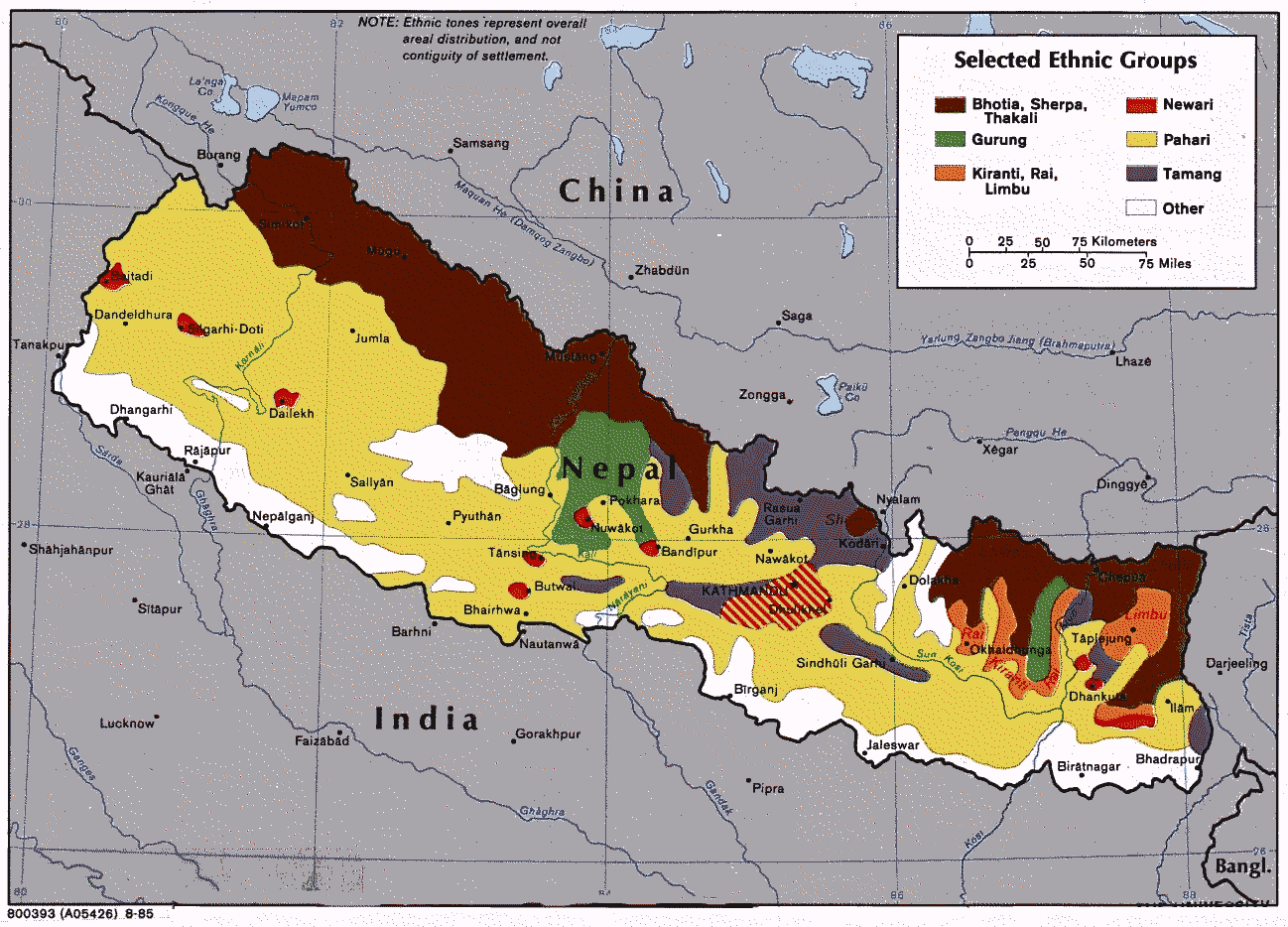
Основные народности Непала;
,,
,,

Федеративная Демократическая Республика Непал выделяется лингвистическим разнообразием: населяющие его жители говорят на более 125 языках и диалектах индоарийской и тибето-бирманской групп, основная часть населения 47—48 % говорит на непальском языке североиндийской группы индоевропейской семьи языков, хотя понимает его более 80 % населения, а для 57 % он является родным.
Официальным государственным языком Непала, согласно статье 6 Конституции, является непальский язык с использованием шрифта деванагари, при этом все родные языки непальских граждан признаются национальными языками Непала. Каждая провинция, помимо непальского языка, должна выбрать один или несколько национальных языков, на которых говорит большая часть населения этой провинции, в качестве официальных языков. Вопросы языка решаются Правительством Непала. Также непали стал языком межэтнического общения, является языком официальной переписки, средств массовой информации. Начало развития литературного непальского языка относят к творчеству поэта Бхану Бхакта, который в своих произведениях использовал разговорный непали.
Непали составляет восточную подгруппу языков и диалектов группы пахари, выделяют такие диалекты, как: баджханги, байтади, баджурали, дотели, соради, аччхами, дарджула — расхождения между которыми невелики. Письменный непали отличается от разговорного рядом грамматических признаков, так как разговорный допускает достаточно большое варьирование форм.

## Местные языки
| Языковая семья/ язык | Число носителей | % от населения в целом |
| -------------------- | --------------- | ---------------------- |
| Индоарийская         |                 |                        |
| Непали               | 9 302 880       | 50,31                  |
| Майтхили             | 2 191 900       | 11,85                  |
| Бходжпури            | 1 379 717       | 7,46                   |
| Тхару                | 993 388         | 5,37                   |
| Авадхи               | 374 638         | 2,03                   |
| Хинди-урду           | 373 205         | 2,02                   |
| Тибето-бирманская    |                 |                        |
| Таманг               | 904 456         | 4,89                   |
| Невари               | 690 007         | 3,73                   |
| Языки раи            | 439 312         | 2,38                   |
| Магар                | 430 264         | 2,33                   |
| Тимбу                | 254 088         | 1,37                   |
| Гурунг               | 227 918         | 1,23                   |

В Непале распространены такие индоевропейские языки как майтхили (около 12 % населения), бходжпури (8 % населения), тхару (6 % населения) и другие. Отдельная часть населения разговаривает на тибето-бирманских языках и диалектах.
Майтхили, второй по употреблению в стране язык. Основные его носители проживают в Тераи, различают несколько говоров. На этом языке сохранилось множество литературы, относящейся к XVI—XVIII векам.
Язык тхару гибридный, напоминает одновременно майтхили, бходжпури, авадхи и магахи, на нём говорят в основном в западных и внутренних районах Тераи. На данувар разговаривают в долинах Удайпур, Синдхули и Макванпур, Раутахат, Бара, Парса и Читван. Выходцы из Индии, проживающие в Тераи, в разговоре используют майтхили, бходжпури, авадхи, бенгали, относящиеся к индоарийским языкам. В Центральном и Восточном районах проживают носители тибето-бирманских языков. Высокогорные области населяют народности, говорящие на диалектах тибетского языка.
Раджбанши используется в южных районах Тераи от Моранга до Джхапа, это один из малых языков Непала. Название языка пошло от царя Бишвасингха династии Коч (1515 год), который себя и своих людей называл «раджбанши», что означало «потомки раджи». В Непале используется для домашнего и внутриэтнического общения, ввиду чего на него оказывают сильное влияние доминирующие в стране языки — непали и майтхили: раджбанши перенял от них письменность, а его носители в своём большинстве билингвы.
Таманг используют в основном обитатели хребта Махабхарат долины Катманду, а в холмистых районах страны — гурунг и магар.

## Иностранные языки
Ввиду расширения внешней экономики в Непале, в качестве посредника используется английский язык на котором ведутся переговоры с западными, российскими представителями и политиками.